# Arenal de Gómez
Arenal de Gómez är en ort i Mexiko.   Den ligger i kommunen Benito Juárez och delstaten Guerrero, i den södra delen av landet, 290 km sydväst om huvudstaden Mexico City. Arenal de Gómez ligger 19 meter över havet och antalet invånare är 967.
Terrängen runt Arenal de Gómez är platt åt sydväst, men åt nordost är den kuperad.  Närmaste större samhälle är San Jerónimo de Juárez, 1,4 km väster om Arenal de Gómez. 